# Henri Joseph Rigel
Henri-Joseph Rigel (Wertheim (Baden-Württemberg), 9 de febrer, 1741 - París, 2 de maig, 1799), va ser un compositor alemany que va treballar a França.

## Biografia
Rigel va rebre inicialment la seva formació musical del seu pare Georg Caspar Rigel (al voltant de 1725–1754), que era director musical a la cort local del príncep de Löwenstein-Wertheim-Rosenberg, i de Niccolò Jommelli, que treballava a la cort de Württemberg.
El 1767 Rigel va viatjar a París i hi va tenir un èxit considerable amb les seves obres instrumentals, obres per a clavecí, quartets de corda i simfonies. Les seves composicions també es van interpretar al Concert Spirituel. D'acord amb els costums locals, es tractava majoritàriament d'obres sagrades, com els seus oratorisLa sortie d'Egypte (1774), La destruction de Jéricho (1778), Jephté (1783) i Les Macchabées. Des de 1783 va ser mestre de solfeig (professor de música) a l'escola reial de cant, l'"École Royale de Chant". Com a resultat de la reorganització de les institucions després de 1789, Rigel es va convertir en "professor de piano de primera classe" al recentment fundat Conservatori de París el 1793.
Entre 1788 i 1799 Rigel va compondre 16 òperes, inclosa l'òpera còmica Le savetier et le financier (1778). Les seves composicions mostren la influència de Gluck. Rigel també es va fer un nom com a pedagog musical.
La seva extensa obra compositiva la va autoeditar amb l'ajuda de la seva dona, que era gravadora musical, i a partir del 1780 també amb el seu germà, el compositor Anton Rigel. Després que les seves obres apareguessin a París, posteriorment es van imprimir a Mannheim, Offenbach i Viena amb diferents números d'opus.
Els seus fills Louis Rigel (1769–1811) i Henri Jean Rigel (1772–1852) també van ser compositors.

## Obres impreses
- Op. 1: Six Sonates pour le Clavecin (Paris) OCLC 842358497
- Op. 4: Six Quatuor dialogués pour deux violons, quinte et violoncelle (Paris, um 1769) OCLC 658682513
- Op. 5: Pièces de clavecin melées de préludes pour les commençants (Paris, um 1770) OCLC 658682497
- Op. 6: Suite des Pièces de clavecin mêlées de Préludes avec l’accompagnement d’un violon ad libitum (Paris, um 1770) OCLC 658682504
- Op. 7: Sonates en quatuor pour le clavecin avec accompagnement de deux violons, deux cors et violoncelle ad libitum (Paris, um 1772) OCLC 658682589
- Op. 8: Six sonates pour le clavecin OCLC 238819607
- Op. 10: Seconde Œuvre de Quatuors Dialogues pour deux Violons Viola et Violoncelle
- Op. 12: Six Sinfonies a deux Violons, Alto et Basso, deux Hautbois, deux Cors, et deux Bassons obligés á la sixieme Sinfonie (Paris) OCLC 842358494
- Op. 13: Six sonats pour le clavecin avec accompagnement de violon ad libitum OCLC 724632165
- Op. 14: Trois duo pour le forte piano et clavecin OCLC 842358485
- Op. 16: Trois simphonies pour le clavecin ou le forte piano avec accompagnement de deux violons, deux cors, et violoncelle ad libitum OCLC 842358495
- Op. 17: Second oeuvre de simphonies pour le clavecin ou le forte-piano avec accompagnement de deux violons, deux cors et violoncelle (ad libitum) OCLC 1063663643
- Op. 18: Trois sonates pour le clavecin ou le forte-piano avec accompagnement d’un violon ad libitum (Paris, um 1780) OCLC 870643177
- Op. 20: Concerto concertant pour Clavecin et Violon principal, avec Accompagnement de deux Violons, Alto, Violoncelle, deux Cors et deux Hautbois ad Libitum (Paris) OCLC 842358483
- Op. 21: Six Simphonies a quatre Parties ou a grand Orchestre executees au Concert spirituel (Paris) OCLC 842358496
- Duo pour deux Forte-Piano (Paris und Lyon)
- Opéra-comique, Le Savetier et le Financier (Paris)